# 登米市
登米市（日语：／ Tome shi */?）是位於日本宮城縣東北部的城市。東部為北上山地的山岳，迫川流經市區並往東注入北上川，當地人口則集中在舊迫町的佐沼地區。登米市在明治時期作為北上川的河運據點而開始發展，現今當地居民在對外通勤與就學相當依賴西南邊的仙台市。登米市致力於發展對環境友善的「環境保全型農業」，而當地也是環境保全米的發源地。
登米市為NHK於2021年撥放的第104部晨間劇《歡迎回來百音》的故事舞台之一。

## 地理
登米市境內約41.5%的面積被森林與原野覆蓋，32.9%的土地為農業用地。西部為丘陵地帶，東部則為北上山地的山岳地帶。西北部坐落著伊豆沼、内沼與長沼，南部則坐落著平筒沼；其中作為水鳥棲息地的伊豆沼與内沼於1985年登記在濕地公約内。迫川、夏川與北上川皆流經市內。其中北上川與迫川往南流淌並將轄區分為三塊，北上川西側則多為農業用地。

### 氣候
根據統計，2005年至2014年登米市的年均溫為11.5℃，年均降雨量則為1073毫米。當地冬季氣候較為溫暖，降雨量少且降雪期較短。

## 歷史
舊登米町地區在江戶時代為登米伊達氏的城下町，其領地共計2萬1千石。明治維新以後，當地作為北上川河運的據點而發展，並作為周邊地區的政治、經濟與文化中心而相當繁榮。舊東和町則曾發掘出許多史前時代的遺跡，並作為東北地方的吉利支丹殉教地而聞名。
平成17年（2005年）4月1日，迫町、登米町、東和町、中田町、豐里町、米山町、石越町、南方町與津山町合併成現今的登米市。

## 行政
現任市長熊谷康信在2025年4月的選舉中當選，其任期將持續至2029年4月。

## 經濟
根據日本2020年的國勢調查統計，登米市的就業人口中有13.4%從事第一級產業，29.7%的就業人口從事第二級產業，其餘的56.9%則從事第三級產業。根據日本農林水產省於2020年發布的統計顯示，登米市在日本全國的市町村農業生產額中位居宮城縣內第一和東北地方的第三名。登米市的農業致力於發展對環境友善的「環境保全型農業」，而當地也是環境保全米的發源地和縣內名列前茅的仙台牛產地。

## 教育
登米市內共有21所小學校與10所中學校。根據2022年的統計，登米市的小學校學生總人數為3465名，中學校則共有1895名學生。

## 交通
國道342號、國道346號、國道398號與三陸沿岸道路等道路皆穿越市內，其中三路沿岸道路在境內設置登米交流道、登米東和交流道與三瀧堂交流道。鐵路方面，JR東日本的東北本線和氣仙沼線皆通過登米市。東北本線在市內設置石越車站、新田車站與梅澤車站，而氣仙沼線則在市内設置陸前豐里車站、御岳堂車站、柳津車站，以及在東日本大震災後改以BRT形式營運的陸前橫山車站。

## 姐妹城市
登米市與以下日本城市為友好姐妹城市:
| 城市   | 都縣   | 締結日期      |
| ------ | ------ | ------------- |
| 入善町 | 富山縣 | 2003年10月1日 |

登米市與以下國外城市為友好姐妹城市:
| 國家   | 城市                   | 締結日期       |
| ------ | ---------------------- | -------------- |
| 美国   | 南湖市（德克薩斯州）   | 2006年7月3日   |
| 加拿大 | 弗農（英屬哥倫比亞省） | 2006年10月16日 |